# Advance Wars
Advance Wars er et strategispil udgivet af Nintendo til Game Boy Advance. Spillet starter da hæren Blue Moon rykker ind på hæren Orange Stars territorium. Man skal som rådgiver hjælpe Orange Star med at kæmpe mod Blue Moon. Spillet indeholder også en multiplayer del der både kan spilles på flere Game Boy Advancer ved hjælp af et linkkabel, eller på en enkel Game Boy Advance, hvor man skiftes til at styre den.